# Lalalala
«Lalalala» (кор. 락? Рак, 樂?) — заглавный сингл мини-альбома Rock-Star южнокорейского бой-бэнда Stray Kids. Выпущен вместе с альбомом 10 ноября 2023 года лейблами JYP Entertainment и Republic Records. Представляет собой трек в жанрах фонка и афробитс, написанный участниками продюсерского юнита 3Racha (Пан Чхан, Чханбин и Хан), а также Версачхоем, производством Cubeatz и Луисом Бакке. «Lalalala» занял шестую позицию в чарте Circle Digital Chart и стала первой песней группы, попавшим в Billboard Hot 100, заняв 90-ю позицию, а также занял 10-ю позицию в Billboard Global 200.

## Предыстория и создание
Сингл «Lalalala» был написан продюсерским юнитом 3Racha, в состав которой входят участники Stray Kids — Пан Чхан, Чханбин и Хан, а также совместно с композиторами Версачхоем, Кевином Гомрингером, Тимом Гомрингером из немецкого производства Cubeatz и Луисом Бакке в ноябре 2022 года. Изначально планировалось включить «Lalalala» в третий студийный альбом 5-Star в качестве заглавного сингла, однако позже был заменён на сингл «S-Class». Во время записи коллектив пришёл к выводу, что композиция подходит для статуса заглавного сингла и для исполнения на сцене. В результате «Lalalala» не был включён в альбом «5-Star», вместо неё был добавлен трек «Item».
6 октября 2023 года Stray Kids объявили о выходе своего восьмого мини-альбома Rock-Star, который запланирован к релизу на 10 ноября 2023 года. 9 октября был раскрыт список композиций, в котором в качестве заглавного сингла обозначен второй трек «Lalalala», а также представлена рок-версия композиции. Первые фрагменты песни были продемонстрированы в мэшап-видео мини-альбома 6 ноября. Корейское название песни «락 (樂)» (произносится как Рак; переводится как «удовольствие») является словесной игрой со словом «рок», что отражает смысл: «несмотря на все эмоции, которые можно испытать в жизни, вы надеетесь, что последним выбранным вами чувством будет удовольствие». В музыкальном плане «Lalalala» представляет собой трек в жанрах фонк и афробит, характеризующийся «резкой» электрогитарой, «живыми» ударными и «гремучим» басом, и посвящён празднованию жизни, преодолению всех видов боли и поиску радости и освобождения через музыку.

## Коммерческий успех
В Республике Корея сингл «Lalalala» дебютировал на 33-й позиции в чарте Circle Digital Chart за период с 5 по 11 ноября 2023 года и поднялась до 6-й позиции на следующей неделе, став для коллектива первым попаданием в топ-10 и их высшей позицией в этом чарте. Песня впервые попала в Billboard Japan Hot 100 под 33-й строчкой 15 ноября и вскоре поднялась на 8-е место, а также достигла 6-го места в чарте Streaming Songs. В Европе «Lalalala» занял 44-е место в UK Singles Chart и 74-е в French Top Singles.
Песня достигла 10-й позиции в Billboard Global 200 и 6-й в Global Excl. US 25 ноября 2023 года, что стало первым попаданием Stray Kids в топ-10 этих чартах и их высшей отметкой, превзойдя результаты сингла «Maniac» (21-е и 15-е места соответственно). «Lalalala» собрал 44,7 миллиона стримов и девять тысяч цифровых продаж по всему миру. В США песня впервые вошла в Billboard Hot 100 на 90-м месте, собрав 3000 загрузок и 6,1 миллиона стримов, сделав Stray Kids седьмой южнокорейской группой, достигнувшей этого результата, после Wonder Girls, BTS, Blackpink, Twice, NewJeans и Fifty Fifty, а также вторым бой-бэндом после BTS. Кроме того, «Lalalala» стала четвёртым синглом, достигнувшим первого места в чарте World Digital Song Sales после песен «Mixtape: Oh», «Maniac» и «Case 143».

## Музыкальный видеоклип
Музыкальный видеоклип сингла «Lalalala» было загружено 10 ноября 2023 года на YouTube, одновременно с релизом мини-альбома Rock-Star; ему предшествовало одно тизерное видео. Визуальное оформление видео иллюстрирует внутренний конфликт эмоций, в результате которого победило удовольствие. В ролике представлены танцевальные выступления группы Stray Kids на различных сценах: среди остатков кораблекрушения, в контексте ограбления банка, на фоне военной темы и на белом фоне. Эти кадры чередуются с изображением гигантского существа, облакоподобного по форме, которое пытается атаковать как участников Stray Kids, так и оркестр мальчиков, исполняющих свои номера. В конце видео группа и танцоры приветствуют оркестр через портал. Журнал Teen Vogue выбрал музыкальное видео «Lalalala» в число «лучших K-pop видео» 2023 года. В январе 2024 года клип достиг 100 миллионов просмотров, а 17 октября того же года — 200 миллионов.

## Живые выступления
Участники Stray Kids продвигали и исполняли сингл «Lalalala» на нескольких южнокорейских музыкальных программах в период с 10 по 19 ноября, включая «Music Bank», «Show! Music Core», «Inkigayo» и «M Countdown». 19 ноября группа выступила с «Lalalala» и синглом «S-Class» на церемонии вручения наград Billboard Music Awards 2023 года. Кроме того, «Lalalala» был представлен на нескольких церемониях награждения и музыкальных фестивалях в конце года, включая Asia Artist Awards, «KBS Song Festival» и «SBS Gayo Daejeon».

## Чарты
| Чарт (2023)                              | Высшая позиция |
| ---------------------------------------- | -------------- |
| Австралия (ARIA)                         | 64             |
| Австрия (Ö3 Austria Top 40)              | 73             |
| Великобритания (OCC UK Indie)            | 12             |
| Великобритания (OCC UK Singles)          | 44             |
| Мир (Billboard Global 200)               | 10             |
| Вьетнам (Vietnam Hot 100)                | 78             |
| Гонконг (Billboard Hong Kong Songs)      | 21             |
| Ирландия (IRMA)                          | 79             |
| Канада (Billboard Canadian Hot 100)      | 65             |
| Китайская Республика (Billboard)         | 14             |
| Латвия (LAIPA)                           | 5              |
| Литва (AGATA)                            | 12             |
| Малайзия (Billboard Malaysia Songs)      | 17             |
| Нидерланды (Global Top 40)               | 21             |
| Новая Зеландия (RMNZ)                    | 8              |
| Польша (Polish Streaming Top 100)        | 41             |
| Португалия (AFP)                         | 119            |
| Республика Корея (Circle)                | 6              |
| Россия (TopHit)                          | 22             |
| Сингапур (RIAS)                          | 10             |
| США (Billboard Hot 100)                  | 90             |
| США (Billboard World Digital Song Sales) | 1              |
| Франция (SNEP)                           | 74             |
| Чехия (Singles Digitál Top 100)          | 60             |
| Швейцария (Schweizer Hitparade)          | 78             |
| Япония (Billboard Japan Hot 100)         | 9              |
| Япония (Oricon)                          | 8              |